# Mostefa Ben Brahim
Mostefa Ben Brahim là một đô thị thuộc tỉnh Sidi Bel Abbès, Algérie. Dân số thời điểm năm 2002 là 8.111 người.